# دیوید فورسایت
دیوید فورسایت (انگلیسی: David Forsyth؛ زادهٔ) دانشمند رایانه و استاد دانشگاه ایلینوی در اربانا-شمپین، متولد کیپ‌تاون در آفریقای جنوبی و اهل ایالات متحده آمریکا است.